# Triacis
Triacis je rod iz porodice Passifloraceae.
Vrsta iz ovog roda je Triacis microphylla.